# جراحة عصبية طفلية
جراحة عصبية طفلية (بالإنجليزية: Pediatric neurosurgery)‏ هو تَخصص فِرعي من الجراحة العصبية التي تهتم بمعالجة الأطفال الذين يعانون من أمراض الجهاز العصبي القابلة للجراحة.